# Clopas
Clopas (em grego clássico: Κλωπᾶς Klopas; Hebraico: possivelmenteחלפי Halfi; Aramaico: חילפאי, Ḥilfài) é uma personagem do cristianismo primitivo. O nome aparece no Novo Testamento, especificamente em João 19:25:
| “ | Perto da cruz de Jesus estavam sua mãe, a irmã de sua mãe, Maria, esposa de Clopas, e Maria Madalena | ” |
|   | — João 19:25.                                                                                        |   |

Ele é frequentemente identificado com outra figura de nome semelhante, Cleophas (Κλεοπᾶς), um dos dois discípulos que encontraram Cristo durante o caminho para o aparecimento de Emaús.
| “ | Então um deles, chamado Cléofas, respondeu-lhe: “Você é o único visitante de Jerusalém... | ” |
|   | — Lucas 24:13-27.                                                                         |   |

Há alguma variação nos manuscritos gregos de João 19:28 e Lucas 24 quanto à grafia Κλ[ε]οπᾶς, e o João "Clopas" é traduzido como "Cleophas" na KJV.

## Passagens paralelas
A identidade das outras mulheres nas passagens paralelas em Mateus 27:56 e Marcos 15:40 é dada como Maria Madalena, "Maria, a mãe de Tiago e de José" e " Salomé, a mãe dos filhos de Zebedeu " (Mateus), " Salomé” (Marcos). Em Lucas não são mencionadas as mulheres que vigiavam perto da cruz. Os paralelos continuam novamente com os relatos do enterro. Em Mateus 28:1 diz "Maria Madalena e a outra Maria" sem nenhuma menção à mãe de João, Salomé. Em Marcos 16:1 diz novamente Maria Madalena, "Maria, a mãe de Tiago" e Salomé. Lucas diz “elas”. João menciona apenas Maria Madalena.
Como resultado desses paralelos, os comentaristas identificaram "Maria de Clopas" com Maria, mãe de Tiago, filho de Alfeu. Alfeu (grego Ἀλφαῖος) também era o nome do pai do apóstolo Mateus (Marcos 2:14). Os nomes aramaico Hilfai (חילפאי), ou nome hebraico Halfi (חלפי) foram propostos por uma variedade de fontes, incluindo Joseph Henry Thayer, que argumentou em seu Lexicon que abandonar o hebraico heth (ח, que não tem letra correspondente em grego) e traduzir o hebraico heth como kappa (Κ) em grego eram ambos possíveis. Possivelmente, sob influência desta tradição, o Novo Testamento traduzido do hebraico por Franz Delitzsch realmente use o nome hebraico Yaakov ben Khalfi (יעקב בן חלפי) para Tiago, filho de Alfeu. O nome aramaico Halfai é evidenciado em painéis aramaicos da época. Já o nome Hilphai na literatura rabínica.

## Interpretações
No Evangelho de Pseudo-Mateus, que possivelmente foi escrito no século VII, diz que Maria de Cléofas era filha de Cléofas e Ana:
| “ | Jesus foi ter com eles, com Maria, sua mãe, e com a sua irmã Maria de Cléofas, que o Senhor Deus tinha dado a seu pai Cléofas e a sua mãe Ana, porque tinham oferecido ao Senhor Maria, mãe de Jesus. E ela foi chamada pelo mesmo nome, Maria, para consolação de seus pais. | ” |

A interpretação mais frequente é que de que "Clopas" indica o marido desta Maria e, posteriormente, o pai de seus filhos, mas há quem veja “Clopas” como significando o pai desta Maria. Na tradição medieval, Clopas é o segundo marido de Santa Ana e pai de "Maria de Clopas".
As tradições católica e ortodoxa oriental acreditam que Clopas é irmão de São José e que ele é a mesma pessoa que Cleofas.

## Escritos cristãos primitivos
Clopas aparece também nos primeiros escritos cristãos, como os de Papias e Hegesipo, do século II, como irmão de José, marido de Maria, mãe de Jesus, e como pai de Simeão, o segundo bispo de Jerusalém. Eusébio de Cesareia relata na sua História da Igreja (Livro III, cap. 11) que, após a destruição de Jerusalém em 70 d.C., os cristãos de Jerusalém
| “ | todos de comum acordo declararam que Simeão, filho de Clopas, de quem o Evangelho também faz menção, era digno do trono episcopal daquela paróquia. Ele era um primo, como dizem, do Salvador. Pois Hegésipo registra que Clopas era irmão de José. | ” |

## James Tabor
Alguns escritores modernos identificam Maria de Clopas com a mãe de Jesus, como James Tabor, que postulou que Clopas, a quem aceita como irmão de José, tornou-se o segundo marido da mãe de Jesus. Tabor argumenta que Clopas casou-se com Maria de acordo com a lei do Levirato que, no entanto, só seria aplicada no caso de uma viúva sem filhos - embora esta opinião não seja amplamente aceita.